# الدوري الأمريكي لكرة السلة للمحترفين 2003–04
الدوري الأمريكي لكرة السلة للمحترفين 2003–04 (بالإنجليزية: 2003–04 NBA season)‏ هو موسم من إن بي أي. أقيم خلال الفترة 28 أكتوبر 2003 وحتى 14 أبريل 2004، وفاز فيه ديترويت بيستونز.